# 제7회 EBS 국제다큐영화제
제7회 EBS 국제다큐영화제는 2010년 8월 23일에 열린 시상식이다.

## 수상 및 후보

### 대상
- 집으로 가는 기차 - 리신 판 수상

### 다큐멘터리 정신상
- 디스코와 핵전쟁 - 야크 킬미 수상

### 심사위원 특별상
- 스페이스 투어리스트 - 크리스찬 프레이 수상

### 시청자 관객상
- 달팽이의 별 - 이승준 수상

### UNICEF 특별상
- 달팽이의 별 - 이승준 수상

### 페스티벌 초이스
- 사라지는 아이들 - 조디 하셋 산체스
- 남자의 초상 - 비사 코이소-칸틸라
- 나의 납치범 - 마크 헨더슨 외 1명
- 가족의 이름으로 - 셸리 세이웰
- 페더드 코카인 - 온 마리노 아르나손 외 2명
- 악마라 불린 신부 - 스테파니 보이드
- 우리 가족은 성형중독 - 클라우디아 리스보아
- 시간과의 사투 - 오데뜨 오르

### 해외수상작 특별전
- 식코 - 마이클 무어
- 맨 온 와이어 - 제임스 마쉬
- 위대한 침묵 - 필립 그로닝
- 더 코브: 슬픈 돌고래의 진실 - 루이 시호요스

### 아름다운 단편
- 못난이 - 안드레아 도프만
- 리터니 - 마붑 알엄
- 톰의 특별한 입맛 - 아넬로크 솔라르트
- 피터 인 라디오랜드 - 조한나 와그너
- 헤밍웨이 따라잡기 - 세르히오 옥스만
- 고스트 노이즈 - 마르샤 코놀리
- 정원사와 21송이의 꽃 - 에밀 랑발 외 1명
- 하늘과 땅 사이 - 시몬 레렝 빌몽

### 다시 보는 EIDF
- 환생을 찾아서 - 나티 바라츠
- 찢어라! 리믹스 선언 - 브렛 게일러
- 구글 베이비 - 지피 브랜드 프랭크
- 나는 경제 저격수였다 - 스텔리오스 코울
- 아프간 스타 - 하바나 마킹

### 아시아 다큐전
- 사당동 더하기 22 - 박경태
- 나르기스 - 캬우 캬우 오 외 1명
- 내 집은 어디에 - 리 루지엔
- 내 이름은 살마 - 오드 르후-레베스끄 외 1명
- 빌딩 173 - 샬롯 미켈보그 외 1명
- 소년 야구단 - 션 코샹

### 삶, 사람, 사랑
- 필라서퍼 킹스 - 패트릭 쉔
- 차이나타운을 찍은 사나이 - 액셀 쉴
- 딸에게 보내는 편지 - 더그 블록
- 위 알 더 자발린 - 마이 이스캔더

### 에코 360
- 어 씨 체인지 - 바바라 이팅거
- 범고래 루나 구하기 - 마이클 파핏 외 1명
- 그곳엔 아무도 살지 않는다 - 안드레아스 아포스톨리디스
- 페트폴리스 - 피터 메틀러
- 플라스틱 중독 - 이언 커내처

### Challenge, 꿈을 키우는 아이들
- 소리 없는 노래 - 길 레즈니크
- 유튜브 보이 - 아론 해프넌
- 조각가 멜레 - 힐트 록튼
- 가오루의 하모니 - 도마히소 기보리
- 춤이 좋아 - 예르네이 카스텔렉